# Ophichthus rotundus
Ophichthus rotundus is een straalvinnige vissensoort uit de familie van slangalen (Ophichthidae). De wetenschappelijke naam van de soort is voor het eerst geldig gepubliceerd in 1997 door Lee & Asano.